# Eurycoccus bothriochloae
Eurycoccus bothriochloae är en insektsart som beskrevs av Williams 1985. Eurycoccus bothriochloae ingår i släktet Eurycoccus och familjen ullsköldlöss. Inga underarter finns listade i Catalogue of Life.